# كينيث ماكدوف
كينيث ماكدوف (21 مارس 1946 - 17 نوفمبر 1998) قاتل متسلسل أمريكي. أدين في عام 1966 بقتل إدنا سوليفان البالغة من العمر 16 عامًا وصديقها روبرت براند البالغ من العمر 17 عامًا وابن عم براند مارك دنام البالغ من العمر 15 عامًا والذي كان في زيارة من كاليفورنيا. كانوا جميعًا غرباء اختطفهم ماكدوف بعد ملاحظة سوليفان حيث اغتصبها ماكدوف مرارًا وتكرارًا قبل أن يكسر رقبتها بعصا المكنسة.
حكم على ماكدوف بثلاثة أحكام بالإعدام تم تخفيضها إلى السجن المؤبد نتيجة لحكم المحكمة العليا الأمريكية لعام 1972 فورمان ضد جورجيا. تم الإفراج عنه في عام 1989 ثم قتل مرة أخرى. تم إعدامه في عام 1998 ويشتبه في أنه مسؤول عن العديد من عمليات القتل الأخرى.